# Peter Meijer
Peter James Meijer (Grand Rapids, 10 gennaio 1988) è un politico, imprenditore ed ex militare statunitense, membro della Camera dei rappresentanti per lo stato del Michigan dal 2021 al 2023.
Meijer è un membro della famiglia Meijer, fondatrice e proprietaria della catena di supermercati Meijer.  Era uno dei 10 repubblicani che hanno votato per mettere sotto accusa Donald Trump durante il secondo impeachment di Trump. Il 2 agosto 2022, Meijer ha perso le primarie repubblicane per il suo seggio a favore di John Gibbs.

## Biografia
Nato a Grand Rapids, nel Michigan, è figlio dell'imprenditore Hank Meijer. Ha studiato presso la United States Military Academy per un anno prima di trasferirsi alla Columbia University, dove si laureò in antropologia nel 2012. Dal 2008 al 2016 ha inoltre servito come sergente per la United States Army Reserve durante la guerra in Iraq. Nel 2017 si laurea con un Master of Business Administration all'Università di New York.
Nel luglio 2019 annunciò la sua candidatura alla Camera dei rappresentanti per il 3º distretto dello stato del Michigan per il Partito Repubblicano dopo il ritiro del suo collega di partito e uscente Justin Amash. Alle elezioni del 2020 prevalse sulla candidata democratica ed entrò in carica il 3 gennaio 2021.
Durante il secondo impeachment di Trump è stato uno dei 10 repubblicani a votare a favore di una condanna.
Il 2 agosto 2022 ha perso le primarie per la rielezione contro John Gibbs esponente dello stesso partito di orientamento di estrema-destra e sostenuto dal ex-presidente Trump, John Gibbs